# 刘亦超
刘亦超（1995年8月17日—），出生于上海市，是一名中國人足球运动员，曾效力于中国足球协会甲级联赛的上海申鑫。

## 生涯
劉亦超8岁時开始接触足球。2015年7月，刘亦超開始跟隨上海申鑫足球俱乐部出戰中国足球协会超级联赛。 2015年10月18日，在2015年中国足球超级联赛上海申鑫对阵重庆力帆的比赛中，刘亦超第71分钟替补张文涛出場。這也是他首次代表上海申鑫出场。